# Montenegrijns voetbalelftal in 2016
Het Montenegrijns voetbalelftal speelde in totaal zeven officiële interlands in het jaar 2016, waaronder vier duels in de kwalificatiereeks voor het WK voetbal 2018 in Rusland. De selectie stond onder leiding van Ljubiša Tumbaković, de opvolger van de in 2014 opgestapte Branko Brnović. Op de FIFA-wereldranglijst steeg Montenegro in 2016 van de 85ste (januari 2016) naar de 63ste plaats (december 2016).

## Balans
| Wedstrijden | Wedstrijden | Wedstrijden | Wedstrijden | Doelpunten | Doelpunten | Doelpunten | Punten |
| Gespeeld    | Winst       | Gelijk      | Verlies     | Voor       | Tegen      | Saldo      | Punten |
| ----------- | ----------- | ----------- | ----------- | ---------- | ---------- | ---------- | ------ |
| 7           | 2           | 2           | 3           | 10         | 7          | +3         | 0.857  |

## Interlands
|                                                    |                                           |       |                     |                                                                                              |
| 24 maart Vriendschappelijk № 71 «onderlinge duels» | Griekenland                               | 2 – 1 | Montenegro          | Georgios Karaiskákisstadion, Piraeus Toeschouwers: 4.450 Scheidsrechter: István Kovács (ROM) |
| 24 maart Vriendschappelijk № 71 «onderlinge duels» | Giorgos Tzavelas 54' Nikolaos Karelis 63' |       | 56' Žarko Tomašević | Georgios Karaiskákisstadion, Piraeus Toeschouwers: 4.450 Scheidsrechter: István Kovács (ROM) |

|                                                    |            |       |             |                                                                                       |
| 29 maart Vriendschappelijk № 72 «onderlinge duels» | Montenegro | 0 – 0 | Wit-Rusland | Pod Goricomstadion, Podgorica Toeschouwers: 5.500 Scheidsrechter: Danilo Grujić (SRB) |
| 29 maart Vriendschappelijk № 72 «onderlinge duels» |            |       |             | Pod Goricomstadion, Podgorica Toeschouwers: 5.500 Scheidsrechter: Danilo Grujić (SRB) |

|                                                            |                    |       |            |                                                                                  |
| 29 mei Vriendschappelijk № 73 «onderlinge duels» 19:45 uur | Turkije            | 1 – 0 | Montenegro | Antalya Arena, Antalya Toeschouwers: 30.000 Scheidsrechter: Daniel Siebert (GER) |
| 29 mei Vriendschappelijk № 73 «onderlinge duels» 19:45 uur | Mehmet Topal 90+4' |       |            | Antalya Arena, Antalya Toeschouwers: 30.000 Scheidsrechter: Daniel Siebert (GER) |

|                                                                            |                 |       |                    |                                                                                   |
| 4 september Kwalificatie WK 2018 Groep E № 74 «onderlinge duels» 20:45 uur | Roemenië        | 1 – 1 | Montenegro         | Cluj Arena, Cluj-Napoca Toeschouwers: 25.468 Scheidsrechter: Anthony Taylor (ENG) |
| 4 september Kwalificatie WK 2018 Groep E № 74 «onderlinge duels» 20:45 uur | Adrian Popa 85' |       | 87' Stevan Jovetić | Cluj Arena, Cluj-Napoca Toeschouwers: 25.468 Scheidsrechter: Anthony Taylor (ENG) |

|                                                                          |                                                                                               |       |            |                                                                                              |
| 8 oktober Kwalificatie WK 2018 Groep E № 75 «onderlinge duels» 18:00 uur | Montenegro                                                                                    | 5 – 0 | Kazachstan | Pod Goricomstadion, Podgorica Toeschouwers: 9.000 Scheidsrechter: Robert Schörgenhofer (AUT) |
| 8 oktober Kwalificatie WK 2018 Groep E № 75 «onderlinge duels» 18:00 uur | Žarko Tomašević 24' Nikola Vukčević 59' Stevan Jovetić 64' Fatos Bećiraj 73' Stefan Savić 78' |       |            | Pod Goricomstadion, Podgorica Toeschouwers: 9.000 Scheidsrechter: Robert Schörgenhofer (AUT) |

|                                                                           |            |                   |            |                                                                                     |
| 11 oktober Kwalificatie WK 2018 Groep E № 76 «onderlinge duels» 18:00 uur | Denemarken | 0 – 1             | Montenegro | Telia Parken, Kopenhagen Toeschouwers: 20.582 Scheidsrechter: Alberto Undiano (ESP) |
| 11 oktober Kwalificatie WK 2018 Groep E № 76 «onderlinge duels» 18:00 uur |            | 31' Fatos Bećiraj |            | Telia Parken, Kopenhagen Toeschouwers: 20.582 Scheidsrechter: Alberto Undiano (ESP) |

|                                                                            |                                                                 |       |                                        |                                                                                      |
| 11 november Kwalificatie WK 2018 Groep E № 77 «onderlinge duels» 18:00 uur | Armenië                                                         | 3 – 2 | Montenegro                             | Republican Stadion, Jerevan Toeschouwers: 3.000 Scheidsrechter: Pavel Královec (CZE) |
| 11 november Kwalificatie WK 2018 Groep E № 77 «onderlinge duels» 18:00 uur | Artak Grigoryan 50' Varazdat Haroyan 74' Gevorg Ghazaryan 90+4' |       | 36' Damir Kojašević 38' Stevan Jovetić | Republican Stadion, Jerevan Toeschouwers: 3.000 Scheidsrechter: Pavel Královec (CZE) |

## FIFA-wereldranglijst
| JAN | FEB | MAR | APR | MEI | JUN | JUL | AUG | SEP | OKT | NOV | DEC |
| --- | --- | --- | --- | --- | --- | --- | --- | --- | --- | --- | --- |
| 85  | 84  | 84  | 94  | 94  | 90  | 95  | 95  | 105 | 56  | 63  | 63  |

## Statistieken
| Mladen Božović      | 1984-08-01 | FK Zeta             | 4 | 0 | 0 | 41 | 0  |
| Vukašin Poleksić    | 1982-08-30 | Vasas Boedapest     | 2 | 0 | 0 | 38 | 0  |
| Milan Mijatović     | 1987-07-26 | FK Dečić            | 1 | 0 | 0 | 2  | 0  |
| Verdediging         |            |                     |   |   |   |    |    |
| Žarko Tomašević     | 1990-02-22 | KV Oostende         | 6 | 0 | 2 | 20 | 3  |
| Marko Simić         | 1987-06-16 | Hapoel Tel-Aviv     | 6 | 0 | 0 | 20 | 0  |
| Marko Vešović       | 1991-08-28 | HNK Rijeka          | 5 | 0 | 0 | 11 | 1  |
| Stefan Savić        | 1991-01-08 | Atlético Madrid     | 4 | 0 | 1 | 40 | 4  |
| Marko Baša          | 1982-12-29 | Lille OSC           | 2 | 0 | 0 | 38 | 2  |
| Filip Stojković     | 1993-01-22 | TSV 1860 München    | 2 | 0 | 0 | 2  | 0  |
| Aleksandar Šofranac | 1990-10-21 | HNK Rijeka          | 1 | 2 | 0 | 3  | 0  |
| Esteban Saveljić    | 1991-05-20 | Levante UD          | 1 | 0 | 0 | 4  | 0  |
| Nemanja Mijušković  | 1992-03-04 | Vardar Skopje       | 0 | 2 | 0 | 2  | 0  |
| Emrah Klimenta      | 1991-02-13 | Sacramento Republic | 0 | 1 | 0 | 1  | 0  |
| Middenveld          |            |                     |   |   |   |    |    |
| Nikola Vukčević     | 1991-12-13 | Sporting Braga      | 7 | 0 | 1 | 20 | 1  |
| Aleksandar Šćekić   | 1991-12-12 | Gençlerbirliği      | 5 | 1 | 0 | 6  | 0  |
| Marko Bakić         | 1993-11-01 | Sporting Braga      | 3 | 1 | 0 | 11 | 0  |
| Vladimir Rodić      | 1993-09-07 | Karabükspor         | 2 | 0 | 0 | 5  | 0  |
| Vladimir Jovović    | 1994-10-26 | Napredak Kruševac   | 1 | 2 | 0 | 8  | 0  |
| Nemanja Nikolić     | 1988-01-01 | Hapoel Tel-Aviv     | 1 | 2 | 0 | 12 | 0  |
| Mladen Kašćelan     | 1983-02-13 | FK Tosno            | 1 | 0 | 0 | 23 | 0  |
| Elsad Zverotić      | 1986-10-31 | FC Sion             | 0 | 3 | 0 | 57 | 4  |
| Petar Grbić         | 1988-08-07 | Adana Demirspor     | 0 | 2 | 0 | 7  | 0  |
| Darko Zorić         | 1993-09-12 | AEK Athene          | 0 | 2 | 0 | 3  | 0  |
| Marko Janković      | 1995-07-09 | Partizan Belgrado   | 0 | 1 | 0 | 1  | 0  |
| Nebojša Kosović     | 1995-02-24 | Partizan Belgrado   | 0 | 1 | 0 | 1  | 0  |
| Aanval              |            |                     |   |   |   |    |    |
| Fatos Bećiraj       | 1988-05-05 | Dinamo Moskou       | 7 | 0 | 2 | 44 | 7  |
| Adam Marušić        | 1992-10-17 | KV Oostende         | 6 | 0 | 0 | 13 | 0  |
| Stevan Jovetić      | 1989-11-02 | Internazionale      | 4 | 0 | 3 | 44 | 20 |
| Stefan Mugoša       | 1992-02-26 | TSV 1860 München    | 3 | 2 | 0 | 12 | 0  |
| Damir Kojašević     | 1987-06-03 | Vardar Skopje       | 3 | 1 | 1 | 4  | 1  |
| Filip Raičević      | 1993-07-02 | Vicenza             | 0 | 3 | 0 | 3  | 0  |
| Vladimir Boljević   | 1988-01-17 | AEK Larnaca         | 0 | 1 | 0 | 8  | 0  |